# Symphonie no 5 de Glazounov
Pour les articles homonymes, voir Symphonie no 5.
La Symphonie no 5 opus 55 en si bémol majeur est une symphonie du compositeur russe Alexandre Glazounov. Composée en 1895, elle comporte quatre mouvements.

## Analyse de l'œuvre
1. Moderato maestoso - Allegro
2. Moderato
3. Andante
4. Allegro maestoso